# レジー・ジョンソン
レジー・ジョンソン（Reggie Johnson 、1966年8月28日 - ）は、アメリカ合衆国の男性プロボクサー。テキサス州ヒューストン出身。元IBF世界ライトヘビー級王者。元WBA世界ミドル級王者。世界2階級制覇王者。

## 来歴
1984年8月14日、ジョンソンはプロデビューを果たし4回判定勝ちで白星でデビューを飾った。
1985年1月29日、アダム・ジョージと対戦し8回判定負けで初黒星を喫した。
1987年10月8日、チャールズ・ホリンズと対戦し8回判定勝ち。
1989年9月19日、WBAインターコンチネンタルミドル級王者イスラエル・コールと対戦し12回判定勝ちで王座獲得に成功した。
1989年10月21日、ビクター・フェルナンデスと対戦し2回KO勝ちで初防衛に成功した。
1990年2月4日、USBA全米ミドル級王者イスマエル・ネルソンと対戦し11回1分3秒TKO勝ちで王座獲得に成功した。
1990年4月16日、サンダーライン・ウィリアムスと12回3-0(2者が119-109、118-110)の判定勝ちで初防衛に成功した。
1990年7月5日、グレッグ・ディクソンと対戦し2回1分18秒TKO勝ちで2度目の防衛に成功した。
1990年8月9日、エディー・ホールと対戦し10回終了TKO勝ちで3度目の防衛に成功した。
1991年6月29日、ラスベガス・ヒルトンでIBF世界ミドル級王者ジェームス・トニーと対戦し2回にダウンを奪うも12回1-2(112-115、113-114、114-113)の判定負けで王座獲得に失敗した。
1992年4月22日、後の世界2階級制覇王者(ミドル級とスーパーミドル級)スティーブ・コリンズとWBA世界ミドル級王座決定戦で対戦し12回2-0(115-113、114-114、115-114)の判定勝ちで王座獲得に成功した。
1992年10月27日、ラマー・パークスと対戦し12回3-0(116-112、116-113、115-113)の判定勝ちで初防衛に成功した。
1993年1月29日、キム・ユースンと対戦し8回40秒TKO勝ちで2度目の防衛に成功した。
1993年5月4日、ウェイン・ハリスと対戦し12回3-0(120-109、120-108、120-110)の判定勝ちで3度目の防衛に成功した。
1993年10月1日、ブエノスアイレスでジョン・デビッド・ジャクソンと対戦し12回0-3(2者が114-115、113-115)の判定負けで4度目の防衛に失敗し王座から陥落した。
1994年8月12日、ホルヘ・カストロとWBA世界ミドル級王座決定戦で対戦し12回1-2(2者が114-116、116-115)の判定負けで10ヶ月ぶりの王座返り咲きに失敗した。
1995年10月13日、ホルヘ・カストロとリマッチを行い12回1-2(113-118、113-115、115-112)の判定負けで2年ぶりの返り咲きに失敗し、カストロの返り討ちを受けた。
1度引退を表明した後にカムバックして1998年2月6日、IBF世界ライトヘビー級王者ウィリアム・ガスリーと対戦。KO率は100%の破格のパワーを持つ相手にミドル級でパワーのある相手に互角に渡り歩いた技巧は通用しないという声が多かったが痛烈失神KOでガスリーを病院送りにして試合終了。5回1分58秒KO勝ちで2階級制覇を達成した。
1998年5月29日、オレ・クレメンテスとイタリアペーザロで対戦し12回3-0(114-112、114-109、116-107)の判定勝ちで初防衛に成功した。
1999年2月27日、ウィル・テイラーと対戦し12回3-0(2者が115-112、114-113)の判定勝ちで2度目の防衛に成功した。
1999年6月5日、WBA・WBC世界ライトヘビー級王者ロイ・ジョーンズ・ジュニアと対戦し12回0-3(3者ともに106-120)の判定負けで3度目の防衛に失敗。WBA・WBC王座獲得に失敗した。
2001年1月5日、充電期間を置いて復帰。NABF北米ライトヘビー級王者クリス・ジョンソンと対戦し12回3-0(116-112、117-112、117-111)の判定勝ちで王座獲得に成功した。
2001年5月25日、USBA全米ライトヘビー級王座決定戦でウィル・テイラーと2年ぶりに再戦。12回3-0(117-110、119-108、117-111)の判定勝ちでNABF王座は初防衛、USBA王座2階級制覇に成功した。
2002年1月25日、アントニオ・ターバーと対戦。ナチュラルなライトヘビー級の選手でオリンピック銅メダルリストの実力を持つ相手にロイ・ジョーンズ・ジュニアへのリベンジの権利をかけて対戦したが12回1-2(113-114、112-115、115-112)の判定負けでリベンジの権利獲得に失敗し、引退を表明した。
2005年8月27日、フレッド・ムーアと対戦。元ホープを相手に勢いに押されるかに見えたが9回2分59秒KO勝ち。復帰戦を終了間際の劇的KOで飾った。
2008年2月23日、空位のIBA世界ライトヘビー級王座決定戦で、元WBO世界王者フリオ・セサール・ゴンサレスと対戦し12回2-1(116-112、115-113、112-116)の判定勝ちで王座を獲得したのを最後に現役を引退した。

## 獲得タイトル
- WBAインターコンチネンタルミドル級王座
- USBA全米ミドル級王座
- WBA世界ミドル級王座（防衛3）
- IBF世界ライトヘビー級王座（防衛2）
- NABF北米ライトヘビー級王座
- USBA全米ライトヘビー級王座
- IBA世界ライトヘビー級王座